# Apple River, Wisconsin
Apple River là một thị trấn thuộc quận Polk, tiểu bang Wisconsin, Hoa Kỳ. Năm 2010, dân số của thị trấn này là 1.108 người.

## Địa lý
Theo Cục Thống kê Dân số Hoa Kỳ, thị trấn có diện tích khoảng 36.0 dặm vuông (93.3 km²), với 34.0 dặm vuông (88.0 km²) là đất liền và 2.0 dặm vuông (5.2 km²) hay (5.61%) là nước.

## Dân số
Theo điều tra dân số2 năm 2000, có khoảng 1,067, 418 hộ gia đình, và 310 gia đình trong thị trấn. Mật độ dân số là 31.4 người/1 dặm vuông (12.1/km²). Có khoảng 625 đơn vị nhà ở với mật độ trung bình 18.4/dặm vuông (7.1/km²). Thành phần dân số gồm 97.84% người da trắng (điều tra dân số Hoa Kỳ), 0.28% người Mỹ-Phi (điều tra dân số Hoa Kỳ), 1.31% người bản địa (điều tra dân số Hoa Kỳ), và 0.56% có từ hai hoặc nhiều hơn chủng tộc.